# آب‌انبار کازرونی
آب‌انبار کازرونی مربوط به دوره قاجار است و در اصفهان، تخت فولاد، روبروی تکیه ایزدگشسب واقع شده و این اثر در تاریخ ۱۰ خرداد ۱۳۸۲ با شمارهٔ ثبت ۹۰۶۹ به‌عنوان یکی از آثار ملی ایران به ثبت رسیده است.

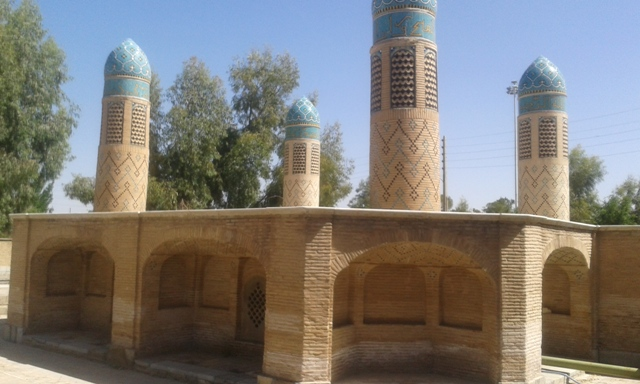
آب‌انبار کازرونی واقع در تخت فولاد